# Ayachi Hammami
Ayachi Hammami (arabe : العياشي الهمامي), né en 1959, est un avocat et homme politique tunisien. Il est ministre auprès du chef du gouvernement chargé des Droits de l'homme et de la Relation avec les instances constitutionnelles et la Société civile en 2020.

## Biographie
Titulaire d'un diplôme d'études approfondies en droit international, Ayachi Hammami est avocat à la Cour de cassation. Il est par ailleurs membre du comité directeur de la Ligue tunisienne des droits de l'homme et du bureau exécutif d'EuroMed Droits.
Militant de gauche, il a été un membre fondateur du collectif du 18-Octobre pour les droits et les libertés et a siégé à la Haute instance pour la réalisation des objectifs de la révolution, de la réforme politique et de la transition démocratique.
En 2019, son nom est proposé par le Front populaire pour être l'un des futurs membres de la nouvelle Cour constitutionnelle. Cependant, sa candidature fait face à une opposition farouche, la présence de son nom provoquant même un blocage dans la mise en place de la cour d'après des députés de l'opposition.
Le 27 février 2020, il est nommé ministre auprès du chef du gouvernement chargé des Droits de l'homme et de la Relation avec les instances constitutionnelles et la Société civile.